# 陳懷
陳懷（14世纪？—1449年），南直隶廬州府合肥縣（今安徽省合肥市）人，明朝軍事將領。

## 生平
陳懷襲父陳甄職為真定副千戶（真定衛石所副千戶）。永樂年初，積功至都指揮僉事。之後跟從平定安南，進都指揮使。之後再次跟從張輔平定，后從都督費瓛征涼州叛亂，均有功。明仁宗即位后，升任都督同知。
宣德元年（1426年），陳懷代替梁銘為總兵官，鎮寧夏。之後平定千戶錢宏叛亂，進左都督，后留守四川，平定當地叛亂。因巡按御史及按察使奏其驕奢僭侈，而導致城池陷落。宣宗下命召其歸還，并下都察院獄，宥死落職。
正統二年（1437年），恢復官職鎮守大同。正統九年，征討兀良哈有功，封平鄉伯。正統九年，授奉天翊衛宣力武臣、特進榮祿大夫、柱國、給賜誥劵本身免一死、追封三代。正統十四年，跟從明英宗親征，死於土木堡之变。后贈侯，謚忠毅。